# Don't Let Me Be the Last to Know
"Don't Let Me Be the Last to Know" là một bài hát của nghê sĩ thu âm người Mỹ Britney Spears, nằm trong album phòng thu thứ hai của cô, Oops!... I Did It Again (2000). Nó được phát hành vào ngày 5 tháng 3 năm 2001, bởi Jive Records như là đĩa đơn thứ tư và cũng là cuối cùng trích từ album. Bài hát được sáng tác và sản xuất bởi Robert John "Mutt" Lange, với sự tham gia hỗ trợ viết lời bởi Keith Scott và ca sĩ nhạc pop Shania Twain.
"Don't Let Me Be the Last to Know" nhận được những đánh giá tích cực từ các nhà phê bình âm nhạc, trong đó họ tán dương giọng hát của Spears. Bài hát gặt hái những thành công thương mại khiêm tốn trên toàn cầu, đạt vị trí số một ở Rumani, và lọt vào top 10 tại Áo, Châu Âu và Thụy Sĩ, cũng như top 20 ở nhiều nước châu Âu. Nó chỉ được phát hành trên các đài phát thanh tại Hoa Kỳ; do đó, nó không thể vươn đến những thứ hạng cao trong nước.
Video ca nhạc của bài hát được đạo diễn bởi Herb Ritts, trong đó Spears có nhiều cảnh âu yếm bên bạn trai của mình, do người mẫu Pháp Brice Durand thủ vai. Tuy nhiên, bạn trai ngoài đời của nữ ca sĩ lúc bấy giờ là Justin Timberlake, được cho là khó chịu ở những cảnh hôn trong video, và bản chưa chỉnh sửa của nó cũng bị coi là quá gợi cảm bởi mẹ của Spears, Lynne bởi những nội dung liên quan đến tình dục. Video của "Don't Let Me Be the Last to Know" đã được biên tập trước khi nó được phát hành vào ngày 2 tháng 3 năm 2001. Để quảng bá cho bài hát, Spears đã trình diễn nó trên nhiều chương trình. Ngoài ra, nó cũng được đưa vào 4 chuyến lưu diễn của cô. Spears đã gọi "Don't Let Me Be the Last to Know" là một trong những bài hát yêu thích trong sự nghiệp của cô.

## Danh sách track và định dạng
- Đĩa CD tại châu Âu

1. "Don't Let Me Be the Last to Know" (bản album) — 3:50
2. "Don't Let Me Be the Last to Know" (Hex Hector Radio Mix) — 4:01

- Đĩa CD maxi tại châu Âu

1. "Don't Let Me Be the Last to Know" (bản album) — 3:50
2. "Don't Let Me Be the Last to Know" (Hex Hector Radio Mix) — 4:01
3. "Don't Let Me Be the Last to Know" (Hex Hector Club Mix) — 10:12
4. "Stronger" (MacQuayle Mix Show Edit) — 5:21
5. "Stronger" (Pablo La Rosa's Transformation) — 7:21

- Đĩa CD maxi tại Pháp

1. "Don't Let Me Be the Last to Know" (bản album) — 3:50
2. "Don't Let Me Be the Last to Know" (Hex Hector Radio Mix) — 4:01
3. "Stronger" (MacQuayle Mix Show Edit) — 5:21

- Đĩa CD maxi tại Nhật

1. "Don't Let Me Be the Last to Know" (bản album) — 3:50
2. "Don't Let Me Be the Last to Know" (Hex Hector Radio Mix) — 4:01
3. "Oops!... I Did It Again" (Rodney Jerkins Remix) — 3:07
4. "Lucky" (Jack D. Elliot Radio Mix) — 3:27
5. "Stronger" (Miguel Migs Vocal Edit) — 3:42
6. "Oops!... I Did It Again" (Ospina's Deep Edit) — 3:24
7. "Oops!... I Did It Again" (bản không lời) — 3:29

- Đĩa CD maxi / đĩa đơn cassette tại Anh quốc

1. "Don't Let Me Be the Last to Know" (bản album) — 3:50
2. "Don't Let Me Be the Last to Know" (Hex Hector Radio Mix) — 4:01
3. "Don't Let Me Be the Last to Know" (Hex Hector Club Mix) — 10:12

- Đĩa CD phiên bản giới hạn tại Anh quốc

1. "Don't Let Me Be the Last to Know" (bản album) — 3:50
2. "Oops!... I Did It Again" (Riprock 'n' Alex G. Oops! We Remixed It Again!) [Radio Mix] — 3:54
3. "Stronger" (MacQuayle Mix Show Edit) — 5:21
4. "Don't Let Me Be the Last to Know" (video) — 3:57

- Đĩa than 12"

1. "Don't Let Me Be the Last to Know" (Hex Hector Club Mix) — 10:12
2. "Don't Let Me Be the Last to Know" (Hex Hector Dub) — 8:00
3. "Don't Let Me Be the Last to Know" (Thunderpuss Club Mix) — 10:02
4. "Don't Let Me Be the Last to Know" (Thunderpuss Dub) — 9:04
5. "Don't Let Me Be the Last to Know" (Azza Remix) — 3:49

## Xếp hạng
| Bảng xếp hạng (2001)               | Vị trí cao nhất |
| ---------------------------------- | --------------- |
| Áo (Ö3 Austria Top 40)             | 7               |
| Bỉ (Ultratop 50 Flanders)          | 13              |
| Bỉ (Ultratop 50 Wallonia)          | 34              |
| Đan Mạch (Tracklisten)             | 14              |
| Europe (Music & Media)             | 9               |
| Phần Lan (Suomen virallinen lista) | 17              |
| Pháp (SNEP)                        | 27              |
| Đức (GfK)                          | 12              |
| Ireland (IRMA)                     | 12              |
| Italy (FIMI)                       | 22              |
| Japan (Oricon)                     | 27              |
| Hà Lan (Single Top 100)            | 21              |
| Na Uy (VG-lista)                   | 20              |
| Romania (Romanian Top 100)         | 1               |
| Thụy Điển (Sverigetopplistan)      | 12              |
| Thụy Sĩ (Schweizer Hitparade)      | 9               |
| Anh Quốc (OCC)                     | 12              |

| Bảng xếp hạng (2001) | Vị trí |
| -------------------- | ------ |
| Romanian Top 100     | 3      |

## Chứng nhận
| Quốc gia                                  | Chứng nhận | Số đơn vị/doanh số chứng nhận |
| ----------------------------------------- | ---------- | ----------------------------- |
| Bỉ (BEA)                                  | Vàng       | 25.000*                       |
| Đan Mạch (IFPI Đan Mạch)                  | Vàng       | 4.000^                        |
| ^ Chứng nhận dựa theo doanh số nhập hàng. |            |                               |